# (2750) Loviisa
(2750) Loviisa ist ein Asteroid des Hauptgürtels, der am 30. Dezember 1940 von dem finnischen Astronomen Yrjö Väisälä in Turku entdeckt wurde.
Der Name des Asteroiden ist von der finnischen Stadt und Gemeinde Loviisa abgeleitet.